# Liste du meilleur pourcentage aux lancers francs en NBA par saison
Cette liste présente les meilleurs tireurs de lancers francs en NBA par saison.
Pour la National Basketball Association (NBA) le meilleur dans cette statistique est le joueur avec le plus haut pourcentage de réussite pour une saison donnée. Pour faire partie du classement le joueur doit avoir au moins 125 lancers francs réussis. Mis à part les grèves des saisons 1998-99 et 2011-12 qui ont raccourci celles-ci, cela a été le critère exigé depuis la saison 1974-75.

## Classement
|            |            | Joueur encore en activité en NBA                      |                                                       |                                                       |                                                       |                                                       |
|            |            | Joueur intronisé au Basketball Hall of Fame           |                                                       |                                                       |                                                       |                                                       |
| Joueur (X) | Joueur (X) | Le nombre entre parenthèses indique le total de titre | Le nombre entre parenthèses indique le total de titre | Le nombre entre parenthèses indique le total de titre | Le nombre entre parenthèses indique le total de titre | Le nombre entre parenthèses indique le total de titre |

| Saison    | Joueur                 | Équipe                          | Réussis | Tentés | Taux de réussite |
| --------- | ---------------------- | ------------------------------- | ------- | ------ | ---------------- |
| 1946-1947 | Fred Scolari           | Capitols de Washington          | 146     | 180    | 81,11 %          |
| 1947-1948 | Bob Feerick            | Capitols de Washington          | 189     | 240    | 78,75 %          |
| 1948-1949 | Bob Feerick (2)        | Capitols de Washington          | 321     | 381    | 85,91 %          |
| 1949-1950 | Max Zaslofsky          | Stags de Chicago                | 189     | 240    | 84,25 %          |
| 1950-1951 | Joe Fulks              | Warriors de Philadelphie        | 378     | 442    | 85,52 %          |
| 1951-1952 | Bobby Wanzer           | Royals de Rochester             | 377     | 417    | 90,41 %          |
| 1952-1953 | Bill Sharman           | Celtics de Boston               | 341     | 401    | 85,04 %          |
| 1953-1954 | Bill Sharman (2)       | Celtics de Boston               | 331     | 392    | 84,44 %          |
| 1954-1955 | Bill Sharman (3)       | Celtics de Boston               | 347     | 387    | 89,66 %          |
| 1955-1956 | Bill Sharman (4)       | Celtics de Boston               | 358     | 413    | 86,68 %          |
| 1956-1957 | Bill Sharman (5)       | Celtics de Boston               | 381     | 421    | 90,50 %          |
| 1957-1958 | Dolph Schayes          | Nationals de Syracuse           | 629     | 696    | 90,37 %          |
| 1958-1959 | Bill Sharman (6)       | Celtics de Boston               | 342     | 367    | 93,19 %          |
| 1959-1960 | Dolph Schayes (2)      | Nationals de Syracuse           | 533     | 597    | 89,28 %          |
| 1960-1961 | Bill Sharman (7)       | Celtics de Boston               | 210     | 228    | 92,11 %          |
| 1961-1962 | Dolph Schayes (3)      | Nationals de Syracuse           | 286     | 319    | 89,66 %          |
| 1962-1963 | Larry Costello         | Nationals de Syracuse           | 288     | 327    | 88,07 %          |
| 1963-1964 | Oscar Robertson        | Royals de Cincinnati            | 808     | 938    | 85,29 %          |
| 1964-1965 | Larry Costello (2)     | Sixers de Philadelphie          | 243     | 277    | 87,73 %          |
| 1965-1966 | Larry Siegfried        | Celtics de Boston               | 274     | 311    | 88,10 %          |
| 1966-1967 | Adrian Smith           | Royals de Cincinnati            | 343     | 380    | 90,26 %          |
| 1967-1968 | Oscar Robertson        | Royals de Cincinnati            | 576     | 660    | 87,27 %          |
| 1968-1969 | Larry Siegfried (2)    | Celtics de Boston               | 336     | 389    | 86,38 %          |
| 1969-1970 | Flynn Robinson         | Bucks de Milwaukee              | 439     | 489    | 89,78 %          |
| 1970-1971 | Chet Walker            | Bulls de Chicago                | 480     | 559    | 85,87 %          |
| 1971-1972 | Jack Marin             | Bullets de Baltimore            | 356     | 398    | 89,78 %          |
| 1972-1973 | Rick Barry             | Warriors de Golden State        | 358     | 397    | 90,18 %          |
| 1973-1974 | Ernie DiGregorio       | Braves de Buffalo               | 174     | 193    | 90,16 %          |
| 1974-1975 | Rick Barry (2)         | Warriors de Golden State        | 394     | 436    | 90,37 %          |
| 1975-1976 | Rick Barry (3)         | Warriors de Golden State        | 287     | 311    | 92,28 %          |
| 1976-1977 | Ernie DiGregorio (2)   | Braves de Buffalo               | 138     | 146    | 94,52 %          |
| 1977-1978 | Rick Barry (4)         | Warriors de Golden State        | 378     | 409    | 92,42 %          |
| 1978-1979 | Rick Barry (5)         | Rockets de Houston              | 160     | 169    | 94,67 %          |
| 1979-1980 | Rick Barry (6)         | Rockets de Houston              | 143     | 153    | 93,46 %          |
| 1980-1981 | Calvin Murphy          | Rockets de Houston              | 206     | 215    | 95,81 %          |
| 1981-1982 | Kyle Macy              | Suns de Phoenix                 | 152     | 169    | 89,94 %          |
| 1982-1983 | Calvin Murphy (2)      | Rockets de Houston              | 138     | 150    | 92,00 %          |
| 1983-1984 | Larry Bird             | Celtics de Boston               | 374     | 421    | 88,84 %          |
| 1984-1985 | Kyle Macy (2)          | Suns de Phoenix                 | 127     | 140    | 90,71 %          |
| 1985-1986 | Larry Bird (2)         | Celtics de Boston               | 441     | 492    | 89,63 %          |
| 1986-1987 | Larry Bird (3)         | Celtics de Boston               | 414     | 455    | 90,99 %          |
| 1987-1988 | Jack Sikma             | Bucks de Milwaukee              | 321     | 348    | 92,24 %          |
| 1988-1989 | Magic Johnson          | Lakers de Los Angeles           | 513     | 563    | 91,12 %          |
| 1989-1990 | Larry Bird (4)         | Celtics de Boston               | 319     | 343    | 93,00 %          |
| 1990-1991 | Reggie Miller          | Pacers de l'Indiana             | 551     | 600    | 91,83 %          |
| 1991-1992 | Mark Price             | Cavaliers de Cleveland          | 270     | 285    | 94,74 %          |
| 1992-1993 | Mark Price (2)         | Cavaliers de Cleveland          | 289     | 305    | 94,75 %          |
| 1993-1994 | Mahmoud Abdul-Rauf     | Nuggets de Denver               | 219     | 229    | 95,63 %          |
| 1994-1995 | Spud Webb              | Kings de Sacramento             | 226     | 242    | 93,39 %          |
| 1995-1996 | Mahmoud Abdul-Rauf (2) | Nuggets de Denver               | 146     | 157    | 92,99 %          |
| 1996-1997 | Mark Price (3)         | Cavaliers de Cleveland          | 155     | 171    | 90,64 %          |
| 1997-1998 | Chris Mullin           | Pacers de l'Indiana             | 154     | 164    | 93,90 %          |
| 1998-1999 | Reggie Miller (2)      | Pacers de l'Indiana             | 226     | 247    | 91,50 %          |
| 1999-2000 | Jeff Hornacek          | Jazz de l'Utah                  | 171     | 180    | 95,00 %          |
| 2000-2001 | Reggie Miller (3)      | Pacers de l'Indiana             | 323     | 348    | 92,82 %          |
| 2001-2002 | Reggie Miller (4)      | Pacers de l'Indiana             | 296     | 325    | 91,08 %          |
| 2002-2003 | Allan Houston          | Knicks de New York              | 363     | 395    | 91,90 %          |
| 2003-2004 | Predrag Stojaković     | Kings de Sacramento             | 394     | 425    | 92,71 %          |
| 2004-2005 | Reggie Miller (5)      | Pacers de l'Indiana             | 250     | 268    | 93,28 %          |
| 2005-2006 | Steve Nash             | Suns de Phoenix                 | 257     | 279    | 92,11 %          |
| 2006-2007 | Kyle Korver            | Sixers de Philadelphie          | 191     | 209    | 91,39 %          |
| 2007-2008 | Predrag Stojaković (2) | Hornets de La Nouvelle-Orléans  | 130     | 140    | 92,86 %          |
| 2008-2009 | José Calderon          | Raptors de Toronto              | 151     | 154    | 98,05 %          |
| 2009-2010 | Steve Nash (2)         | Suns de Phoenix                 | 211     | 225    | 93,78 %          |
| 2010-2011 | Stephen Curry          | Warriors de Golden State        | 212     | 227    | 93,39 %          |
| 2011-2012 | Jamal Crawford         | Trail Blazers de Portland       | 191     | 206    | 92,72 %          |
| 2012-2013 | Kevin Durant           | Thunder d'Oklahoma City         | 679     | 750    | 90,53 %          |
| 2013-2014 | Brian Roberts          | Pelicans de La Nouvelle-Orléans | 125     | 133    | 93,98 %          |
| 2014-2015 | Stephen Curry (2)      | Warriors de Golden State        | 308     | 337    | 91,39 %          |
| 2015-2016 | Stephen Curry (3)      | Warriors de Golden State        | 363     | 400    | 90,75 %          |
| 2016-2017 | C.J. McCollum          | Trail Blazers de Portland       | 268     | 294    | 91,16 %          |
| 2017-2018 | Stephen Curry (4)      | Warriors de Golden State        | 278     | 302    | 92,05 %          |
| 2018-2019 | Malcolm Brogdon        | Bucks de Milwaukee              | 141     | 152    | 92,76 %          |
| 2019-2020 | Brad Wanamaker         | Celtics de Boston               | 126     | 136    | 92,65 %          |
| 2020-2021 | Chris Paul             | Suns de Phoenix                 | 169     | 181    | 93,37 %          |
| 2021-2022 | Jordan Poole           | Warriors de Golden State        | 246     | 266    | 92,48 %          |
| 2022-2023 | Tyler Herro            | Heat de Miami                   | 170     | 182    | 93,41 %          |
| 2023-2024 | Klay Thompson          | Warriors de Golden State        | 127     | 137    | 92,70 %          |
| 2024-2025 | Stephen Curry (5)      | Warriors de Golden State        | 279     | 299    | 93,31 %          |